# إد ديك
إد ديك (بالإنجليزية: Ed Dyck)‏ هو لاعب هوكي الجليد أمريكي، ولد في 29 أكتوبر 1950 في وارمان ‏ في كندا، وتوفي في 18 يناير 2017.

## وصلات خارجية
- إد ديك على موقع دوري الهوكي الوطني (الإنجليزية)
- إد ديك على موقع EliteProspects.com (الإنجليزية)
- إد ديك على موقع HockeyDB.com (الإنجليزية)